# Plaça Molina (metropolitana di Barcellona)
Plaça Molina è una stazione della linea 7 della metropolitana di Barcellona gestita da FGC. Si trova sotto al Carrer de Balmes all'altezza della Plaça Molina, nel distretto barcellonese di Sarrià-Sant Gervasi.
La stazione è stata inaugurata nel 1954, in corrispondenza dell'apertura della tratta tra Gràcia e Avinguda Tibidabo ed è collegata da un passaggio anche alla vicina stazione ferroviaria e metropolitana di Sant Gervasi.
È dotata di due banchine lunghe 60 metri ciascuna, una per ogni senso di marcia.

## Accessi
- Plaça Molina